# Nichinan (Tottori)
Nichinan (jap. 日南町 Nichinan-chō) – miasto w Japonii, na wyspie Honsiu, w prefekturze Tottori. Według danych na rok 2020 miejscowość zamieszkiwało 4 196 mieszkańców , a gęstość zaludnienia wyniosła 12,3 os./km².